# Ancien hôpital général de Montréal
Pour les articles homonymes, voir Ancien hôpital et GNH.
Ne doit pas être confondu avec Hôpital général de Montréal.
L'ancien hôpital général de Montréal (aussi connu sous le nom de Hôpital général des frères Charon ; en anglais, Grey Nuns' Hospital ou GNH) fut un hôpital de Montréal de 1694, à 1880. Il est situé au sud de la place d'Youville, à l'ouest de la rue Saint-Pierre.

## Historique
Le nom Hôpital général des frères Charon réfère à une œuvre charitable fondée en 1691 par François Charon de la Barre (1654-1719), commerçant de fourrures, et consacrée aux soins des hommes les plus démunis de Ville-Marie. L'hôpital fut construit à l'extérieur des fortifications de Montréal en 1692, à la Pointe-à-Callière. L'hôpital ouvre ses portes en 1694, durant les travaux qui s'échelonnent jusqu'en 1697.
En 1747, la gestion de l'hôpital est confiée aux Sœurs de la Charité de Montréal (les Sœurs Grises). Marguerite d'Youville en prend la responsabilité avec l'aide de sept femmes déjà réunies avec elle depuis une dizaine d'années. L'hôpital sera restauré et agrandi à plusieurs reprises à mesure que les besoins se font sentir. L'ensemble architectural est désigné : maison de mère d'Youville, couvent des Sœurs grises ou hôpital général de Montréal. 
Un incendie détruit l'hôpital en 1765. Il est cependant reconstruit par la communauté sur le même emplacement.
Les Sœurs déménagent en 1871 dans leur nouvelle maison-mère, située rue Guy, ce qui met fin à la vocation de l'hôpital. En 1872, dans le but de tirer des revenus de location de leur propriété, les Sœurs font démolir la moitié de l'ensemble, dont la chapelle. On prolonge la rue Saint-Pierre et on y construit une série de magasins-entrepôts.
En 1971, les Sœurs de la Charité décident de revenir à leur première maison-mère. D'importants travaux de restauration de l'édifice sont entrepris. En 1981, il est désigné lieu historique national du Canada. De même, en 2012, le gouvernement du Québec envoie un avis d'intention de classement de bien culturel, invoquant les motifs suivants:

« L’ancien hôpital général de Montréal est un témoin exceptionnel de l’œuvre sociale initiée en 1694 par les Frères Charon auprès des plus démunis et poursuivie au même endroit par les Sœurs grises de Montréal, avec leur fondatrice mère Marguerite d’Youville, de 1747 à 1872. L’ensemble conventuel, l’un des plus anciens subsistant dans la région de Montréal et au Québec, comprend des parties anciennes qui remontent à l’époque du Régime français, dont la cave voûtée, la salle des pauvres ainsi que l’ancienne cuisine et son évier de pierre. Le site, qui est intimement lié au développement de la ville de Montréal, possède d’importants vestiges archéologiques qui témoignent de l’histoire de son occupation depuis le XVIIe siècle. »

— Christine St-Pierre, ministre de la Culture et des Communications

. 

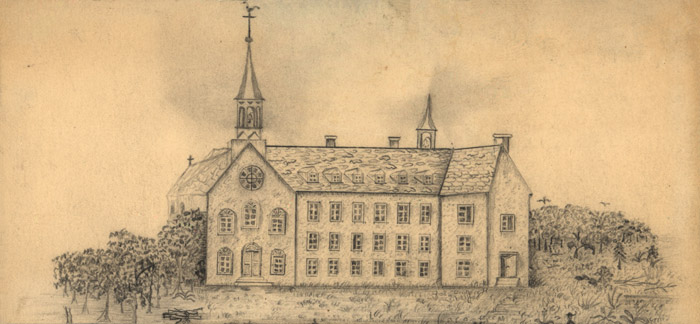
Dessin attribué à Étienne Montgolfier
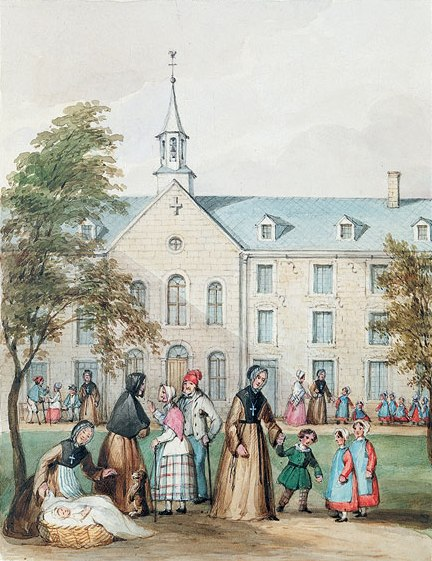
James Duncan, 1850

## Architecture
Le premier bâtiment avait trois étages recouverts d'un toit d'ardoise et comprenait trois ailes et une chapelle. On y trouvait également des bâtiments secondaires comme un moulin et une brasserie, ainsi que l'aménagement d'un cimetière.
L'hôpital subît un important incendie en 1765, puis est reconstruit encore selon le modèle d'architecture française, c'est-à-dire avec de gros murs de pierres brutes appelées moellons que l'on a grossièrement équarries et qu'on a recouvert de crépi. L'architecture, très utilitaire, est assez rudimentaire et comporte peu d'ornementations. Le toit à deux versants permet d'éviter les accumulations de neige en hiver, et la charpente, moins massive et plus simple à construire entraîne moins de risque d'incendies. Enfin, les esses servent à renforcer la structure grâce aux tiges vissées dans la charpente de bois.
Ce type d'architecture servira les communautés religieuses. Cet art sera transmis de père en fils; les Canadiens-Français ne disposant pas d'architecte à l'époque, en raison du rang social de la colonie.
Avec le Séminaire de Saint-Sulpice, il s'agit du seul édifice conventuel à Montréal datant du Régime français. L'hôpital abrite le seul exemple de cuisine complète du XVIIe siècle ainsi qu'une cave voûtée.

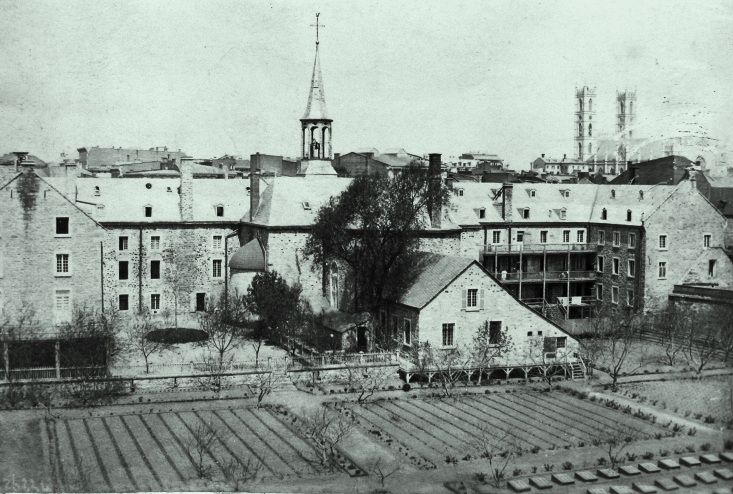
Jardin potager, couvent des Sœurs Grises, rue d'Youville, Montréal, 1867
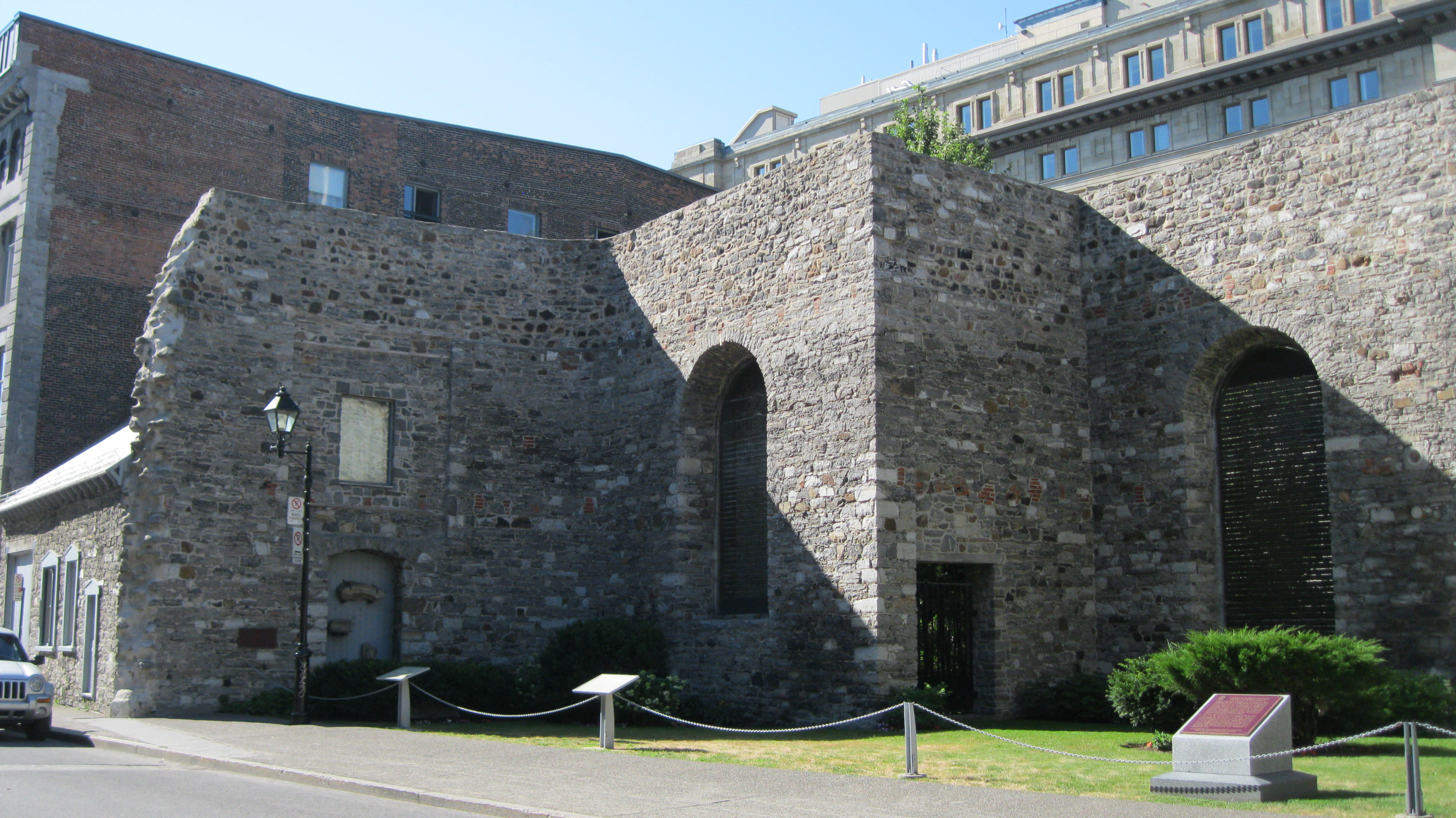
Mur de l'ancienne chapelle démolie pour faire passer la rue Saint-Pierre en 1900
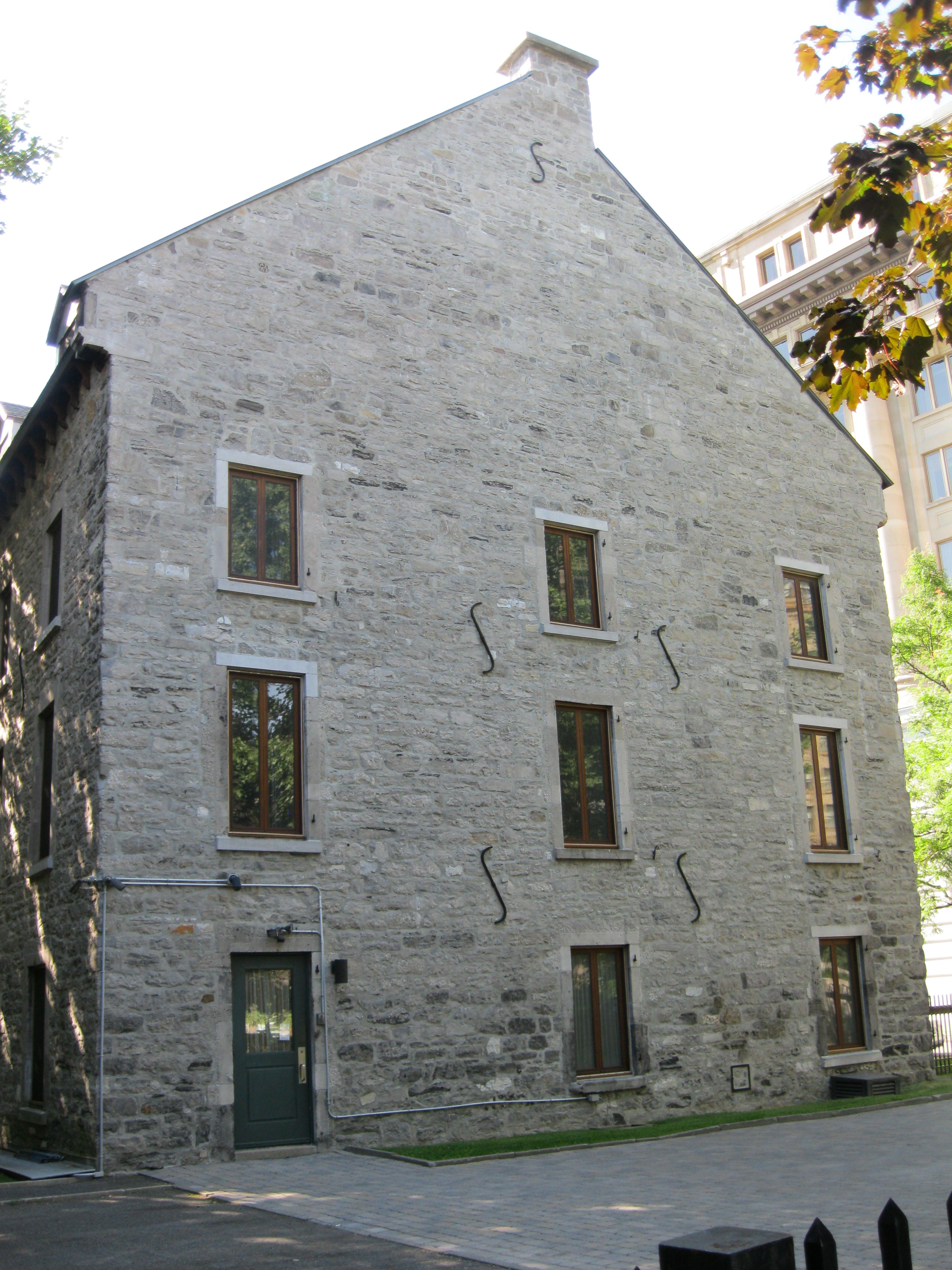
Cheminée disposée en chicane

## Homonyme
Cet hôpital est souvent confondu avec l'Hôpital général de Montréal (en anglais : Montreal General Hospital),  fondé en 1819, lié à l'Université McGill, aujourd'hui établi au 1650 avenue Cedar.